# Kung fu to'a
Kung fu to'a är en persisk kampsport (dvs från Iran), som tillhör kung fu-gruppen av kampsporter (wushu).
Kung fu to'a utvecklades på 1960-talet och är en kombination av nordlig och sydlig Shaolin kung fu, med inslag av yoga.